# 前157年
| 千纪： | 前1千纪 |
| 世纪： | 前3世纪 \| 前2世纪 \| 前1世纪                                                                                         |
| 年代： | 前180年代 \| 前170年代 \| 前160年代 \| 前150年代 \| 前140年代 \| 前130年代 \| 前120年代                               |
| 年份： | 前162年 \| 前161年 \| 前160年 \| 前159年 \| 前158年 \| 前157年 \| 前156年 \| 前155年 \| 前154年 \| 前153年 \| 前152年 |
| 纪年： | 西汉汉文帝后元七年 |

## 大事记
- 漢朝撤除吳氏長沙國。

## 逝世
- 7月6日 - 漢文帝劉恆，劉邦第四子，母薄姬，漢惠帝之庶弟。西漢第五位皇帝，在位23年，享年46歲。
- 魏尚，云中（今内蒙古托克托东北）太守。
- 吴著，長沙王，長沙共王吳右長子。